# Isiah Helstone
Isiah Helstone (Paramaribo, 29 december 1999) is een Surinaams voetballer die speelt als verdediger.

## Carrière
Helstone maakte zijn debuut voor SV Walking Boyz in het seizoen 2017/18. Hij vertrok het volgende seizoen naar SV Robinhood waar hij sindsdien speelt.
Hij maakte zijn debuut voor Suriname in 2019.